# 常福寺 (草加市)
常福寺（じょうふくじ）は、埼玉県草加市にある曹洞宗の寺院。

## 歴史
1579年（天正7年）、心応祖伝によって開山されたと伝えられている。川口市の法性寺の末寺で、草加市内で唯一の曹洞宗寺院である。
1843年（天保14年）に本堂が再建された。それ以前の本堂の状況は不明である。かつては不動堂があったと伝えられるが、現在は残っていない。

## 交通アクセス
- 谷塚駅より徒歩16分。